# Котка върху горещ ламаринен покрив (филм, 1958)
Вижте пояснителната страница за други значения на Котка върху горещ ламаринен покрив.
„Котка върху горещ ламаринен покрив“ (на английски: Cat on a Hot Tin Roof) е американски игрален филм – семейна драма, излязъл по екраните през 1958 година, режисиран от Ричард Брукс с участието на Пол Нюман, Елизабет Тейлър и Бърл Айвс в главните роли. Сценарият, написан също от Брукс в сътрудничество с Джеймс По, е базиран на едноименната пиеса на Тенеси Уилямс. Артистите Бърл Айвс и Меделин Шерууд изпълняват същите роли и в поставянето на оригиналната пиеса на сцена на Бродуей през 1955 година. Произведението донася на студиото и голям финансов успех, нареждайки се сред водачите в боксофис класацията за годината.

## Сюжет
Брик Полайт (Нюман), алкохолизиран млад мъж, бивш обещаващ спортист, прекарва дните си в пиене, отказвайки да обърне каквото и да е внимание на красивата си амбициозна съпруга Маги (Тейлър). В навечерието на 65-ата годишнина на баща му Харви, богат плантатор в Мисисипи, празникът се превръща в низ от откровения и равносметки за членовете на цялата фамилия.

## В ролите
| Актьор          | Роля                                                 |
| --------------- | ---------------------------------------------------- |
| Пол Нюман       | Брик Полайт                                          |
| Елизабет Тейлър | Маргарет „Маги“ Полайт, Маги-котката съпруга на Брик |
| Бърл Айвс       | Харви Полайт, бащата на Брик, глава на фамилията     |
| Джудит Андерсън | Айда Полайт, съпруга на Харви, майка на Брик         |
| Джак Карсън     | Купър Полайт, брат на Брик                           |
| Меделин Шерууд  | Мей Флин Полайт, съпруга на Купър                    |
| Лари Гейтс      | д-р Боу                                              |
| Вон Тейлър      | Дийкън Дейвис                                        |

## Награди и Номинации
„Котка върху горещ ламаринен покрив“ е сред основните заглавия на 31-вата церемония по връчване на наградите „Оскар“, където е номиниран за отличието в 6 категории, включително за най-добър филм, най-добър режисьор и най-добри главни мъжка и женска роли за Пол Нюман и Елизабет Тейлър.

## Галерия
| Пол Нюман (Брик Полайт) номинация за „Оскар“ за главна роля | Елизабет Тейлър (Маргарет „Маги“ Полайт) номинация за „Оскар“ за главна роля | Бърл Айвс (Харви Полайт), бащата | Джудит Андерсън (Айда Полайт), майката |
| ----------------------------------------------------------- | ---------------------------------------------------------------------------- | -------------------------------- | -------------------------------------- |
|                                                             |                                                                              |                                  |                                        |